# 円珠庵
円珠庵（えんじゅあん） は、大阪市天王寺区空清町にある真言宗豊山派の寺院。山号は雪光山。本尊は十一面観音。別称である鎌八幡の呼び名で知られる。

## 歴史
いつ頃からかはよくわかってはいないが、この辺りにあった三韓坂といわれる道の横に榎のご神木と祠があり、そのご神木に向かって「鎌八幡大菩薩」と唱えながら鎌を付き刺すという風習が生まれた。ご神木は次第に「鎌八幡」と呼ばれるようになった。
慶長19年（1614年）、この地のすぐ東側に新たな大坂城の曲輪として真田丸を築いた真田信繁がこのご神木に参拝し、習わし通りに鎌をご神木に刺したところ、大坂冬の陣の際の真田丸の戦いで徳川方に勝利した。戦後、信繁はそのお礼としてご神木の祠を建て替えたという。
延宝9年（1681年）6月、百姓太郎左衛門が真言宗御室派妙法寺住持で古典研究家である契沖阿闍梨に深く帰依し、所有地であったこの地を契沖に寄進した。その後、元禄3年（1690年）になって契沖は寄進された地にあったご神木と祠の脇に円珠庵を建立して住持となり、『万葉代匠記』や『和字正濫要略』などを著している。
また、契沖がご神木鎌八幡を深く信仰し、真言宗の祈祷とも結び付いていったこともあり信仰は広まりを見せた。やがて円珠庵は「鎌八幡」や「祈祷寺」とも呼ばれるようになる。
元禄14年（1701年）1月25日、契沖は円珠庵にて62歳で亡くなった。墓所は境内に作られている。なお、契沖は1891年（明治24年）に正四位を追贈され、墓所のある円珠庵に金百円が下賜された。
1922年（大正11年）、境内が大阪市で最初の国の史跡に指定される。
当初は真言宗御室派妙法寺の末寺で本尊は不動明王であったが、1945年（昭和20年）6月1日の第2回大阪大空襲で円珠庵はご神木と共に全焼した。戦後は真言宗豊山派本山長谷寺の末寺として、また、十一面観音菩薩を新たな本尊として再建された。ご神木も新たな芽を出して成長し、復活している。なお、境内は全域撮影禁止となっている。

## 境内
- 本堂
- ご神木の榎 - ご神木である榎に対して、「鎌八幡大菩薩」と唱えて慣例に習って鎌を打ち込み、祈願が行われる。江戸時代以降は、真言宗の祈祷と結び付き、現在の形の「悪縁を断つ鎌八幡」として信仰を集めている。
- 庫裏
- 契沖の墓（国指定史跡）
- 山門

## 文化財

### 重要文化財
- 契沖著述稿本類 53種[2]
  - 著述稿本類（15種）1巻、47冊
  - 抜書、手沢本類（38種）56冊
  - 附:契沖自筆遺言状 1幅
  - 附:契沖像（絹本著色、藤原漢斉筆）1幅
  - 附:契沖阿闍梨追悼詩歌 1巻

以上の著述稿本類は大阪府立中之島図書館に寄託されている。

### 国指定史跡
- 契沖旧庵（円珠庵）ならびに墓

## 前後の札所
摂津国八十八箇所
14 六大院　-　15 円珠庵　-　16 観音寺

## 交通アクセス
- 大阪環状線及び地下鉄長堀鶴見緑地線玉造駅より、西に徒歩12分。
- 近鉄上本町駅より、北に徒歩11分。
- 地下鉄長堀鶴見緑地線並びに地下鉄谷町線谷町六丁目駅より、東に徒歩12分。